# Pastorie Sint-Antoniusparochie
De Pastorie van de Antoniusparochie, voorheen het Lemmensgoed, is een monumentaal gebouw in de Nederlandse plaats Blerick in de gemeente Venlo en is de hoofdzetel van de Blerickse katholieke parochies. Op ongeveer 250 meter naar het noordoosten staat de Sint-Antonius van Paduakerk.

## Geschiedenis
In 1521 kocht de pastoor het Lemmensgoed en dit omvatte een stuk grond met daarop een oud huis of vervallen boerderij. In 1525 werd hier een nieuwe pastorie gebouwd die in 1528 werd voltooid.
Op 27 juni 1700 brak er in de pastorie brand uit, maar er waren te weinig financiële middelen om het pand te verbouwen. In 1702 raakte de pastorie met het Beleg van Venlo zwaar beschadigd, waarna er een nieuwe pastorie werd gebouwd die in 1705 werd voltooid.
In 1839 stortte een deel van de pastorie in als gevolg van achterstallig onderhoud. In 1840 werd de pastorie met geld van de Gemeente Maasbree gerestaureerd.
In 1925/1926 raakte de pastorie weer beschadigd als gevolg van de overstroming van de Maas.
Tijdens de Tweede Wereldoorlog zorgde artillerievuur voor zware beschadigingen, waarna het alleen provisorisch werd hersteld. Niet lang daarna raakte het pand weer in verval, maar het duurde tot 1976 tot het pand gerestaureerd kon worden.

## Bouwwerk
Het gebouw bestaat uit een middenbouw, dat gedekt wordt door T-vormige op elkaar aansluitende zadeldaken, geflankeerd door twee symmetrische zijvleugels onder lagere zadeldaken. De gevels zijn versierd met muizentandlijsten en friezen bestaande uit ruiten en ovalen.